# باول مادن
باول مادن (بالإنجليزية: Paul Madden)‏ هو دبلوماسي بريطاني، ولد في 25 أبريل 1959 في ديفون في المملكة المتحدة.